# Nørre Horne Herred
Nørre Horne Herred var et herred i Ringkøbing Amt. I middelalderen hørte det under Vardesyssel. Herredet var sammen med Øster Horne Herred et selvstændigt len, indtil det omkring 1527 kom under Koldinghus. I 1579 blev det igen et selvstændigt len men blev 1585 en del af Lundenæs Len. Fra 1660 blev det til Lundenæs Amt der i 1671 blev forenet med Bøvling Amt, indtil det i 1794 kom under det da oprettede Ringkøbing Amt.
I herredet ligger følgende sogne:
- Egvad Sogn
- Hemmet Sogn
- Hoven Sogn
- Lyne Sogn
- Lønborg Sogn
- Nørre Bork Sogn
- Strellev Sogn
- Sønder Bork Sogn
- Sønder Vium Sogn
- Tarm Sogn (Ej vist på kort)
- Ådum Sogn